# Smart Card Open Monet+ 2011
Smart Card Open Monet+ 2011 byl profesionální tenisový turnaj hraný na venkovních antukových kurtech. Stal se součástí ženského okruhu ITF. Událost s rozpočtem 50 tisíc dolarů se uskutečnila mezi 6. až 12. červnem 2011 ve Zlíně. 
Singlovou soutěž vyhrála Rakušanka Patricia Mayrová-Achleitnerová. Čtyřhru ovládla ukrajinsko-gruzínská dvojice Julia Bejgelzimerová a Margalita Čachnašviliová.

## Ženská dvouhra

### Nasazení
| Stát                           | Hráčka                         | WTA  | Nasazení |
| ------------------------------ | ------------------------------ | ---- | -------- |
| Rusko                          | Xenija Pervaková               | 87.  | 1.       |
| Rakousko                       | Patricia Mayrová-Achleitnerová | 112. | 2.       |
| Rusko                          | Jekatěrina Ivanovová           | 150. | 3.       |
| Ukrajina                       | Julia Bejgelzimerová           | 177. | 4.       |
| Polsko                         | Magda Linetteová               | 180. | 5.       |
| Bulharsko                      | Elica Kostovová                | 189. | 7.       |
| Rumunsko                       | Alexandra Cadanțuová           | 192. | 8.       |
| Kanada                         | Heidi El Tabakhová             | 193. | 6.       |
| Žebříček WTA k 23. květnu 2011 |                                |      |          |

### Jiné formy účasti
Následující hráčky obdržely divokou kartu do hlavní soutěže: 
- Denisa Allertová
- Kateřina Klapková
- Kateřina Kramperová
- Martina Kubičíková

Následující hráčky postoupily z kvalifikace: 
- Julija Kalabinová
- Zuzana Luknárová
- Lina Stančiūtė
- Zuzana Zlochová

Hráčka, která postoupila z kvalifikace jako tzv. šťastná poražená: 
- Diāna Marcinkēvičová

## Vítězky

### Dvouhra
- Patricia Mayrová-Achleitnerová vs.  Xenija Pervaková, 6–1, 6–0

### Čtyřhra
- Julia Bejgelzimerová /  Margalita Čachnašviliová vs.   Réka Luca Janiová /  Katalin Marosiová, 3–6, 6–1, [10–8]